# Thierry Bourguignon
Thierry Bourguignon (* 9. Dezember 1962 in La Mure) ist ein ehemaliger französischer Radrennfahrer und Sportlicher Leiter.

## Sportliche Laufbahn
Bourguignon war im Straßenradsport aktiv. Als Amateur gewann er 1988 die Tour Nivernais Morvan, wurde Zweiter im Etappenrennen Circuit de Saône-et-Loire und Dritter Circuit des Mines. Er startete für die Vereine „VC Annemasse“ und „ASPTT Paris“. In der Tour de l’Avenir 1988 wurde er 47., 1989 27.
Von 1990 bis 2001 war Bourguignon Berufsfahrer. Er begann seine Profikarriere im Radsportteam Toshiba von Bernard Hinault. 1993 siegte er im Etappenrennen Tour du Vaucluse, 1990 hatte er dort eine Etappe gewonnen und den 2. Platz belegt. 1995 holte er einen Etappensieg im Grand Prix Midi Libre. 1990 wurde er Dritter im Grand Prix Cholet-Pays de la Loire. Bourguignon bestritt alle Grand Tours.

## Grand-Tour-Platzierungen
| Grand Tour            | 1990 | 1991 | 1992 | 1993 | 1994 | 1995 | 1996 | 1997 | 1998 | 1999 |
| --------------------- | ---- | ---- | ---- | ---- | ---- | ---- | ---- | ---- | ---- | ---- |
| Giro d’ItaliaGiro     | –    | –    | –    | 25   | DNF  | –    | –    | –    | –    | –    |
| Tour de FranceTour    | –    | 25   | 29   | 36   | –    | –    | 62   | 28   | 26   | 48   |
| Vuelta a EspañaVuelta | 37   | –    | –    | –    | –    | –    | –    | –    | –    | –    |

## Berufliches
2001 wurde er Sportlicher Leiter im Radsportteam BigMat-Auber 93. 2004 übernahm er die Vertretung von Produkten des Unternehmens LOOK im Südosten Frankreichs.